# Marta Hillers
Marta Hillers est une journaliste allemande, née le 26 mai 1911 à Krefeld (Empire allemand) et morte le 16 juin 2001 à Bâle (Suisse). Elle est principalement connue pour avoir été l’auteur d'un récit autobiographique intitulé Une femme à Berlin (Eine Frau in Berlin) dans lequel elle raconte la vie quotidienne à Berlin au début de l'occupation soviétique, notamment du point de vue des femmes, victimes d’innombrables exactions et viols.

## Biographie
Marta Hillers étudie à la Sorbonne, puis effectue de nombreux voyages dans toute l'Europe. Outre l'allemand, sa langue natale, elle maîtrise le français et le russe. 
Elle se trouve à Berlin en 1945 et doit faire face à l'occupation par l'Armée Rouge.
Les mémoires de Marta Hillers, Une femme à Berlin, sont publiés pour la première fois en 1954, en anglais et de façon anonyme. Son journal a été écrit pendant la chute de Berlin. Il y a eu débat autour de la question de savoir dans quelle proportion celui-ci a été retravaillé ultérieurement. L'ouvrage a été publié aux États-Unis avec l’aide de l'écrivain allemand Kurt Wilhelm Marek. 
Hillers se marie dans les années 1950, déménage en Suisse dans la région francophone de Genève, abandonne le journalisme, après avoir au préalable publié de nouveau son journal en allemand en 1959. Cette publication déclenche une controverse, compte tenu de son utilisation possible à des fins de propagande en pleine guerre froide. Toutefois, l'ouvrage ne se vend pas bien et est très critiqué.
Ayant été accusée de bafouer l'honneur des femmes allemandes, Marta Hillers refuse toute nouvelle publication de son journal. Ce n'est qu'après sa mort — survenue en juin 2001 — qu'Une femme à Berlin peut de nouveau être publié. Il devient un best-seller en 2003, grâce à l'intérêt grandissant porté soixante ans après aux conditions sociales de l'époque.
Le journaliste Jens Bisky, du journal Süddeutschen Zeitung, révèle en 2003 que Hillers et Marek — celui qui l’avait aidé à sa première publication aux États-Unis — avaient des liens avec le parti nazi et avaient écrit pour des publications mineures. Marek écrit dans sa postface du journal que celui-ci est basé sur un document dactylographié lui-même issu de notes manuscrites, lesquelles étaient en possession de sa femme après sa mort en 1971. Une comparaison des notes et du journal publié prouve l'authenticité de la version publiée. 
L'ouvrage rend compte de l'indiscutable étendue des viols commis à Berlin, comme l'attestent par ailleurs les documents hospitaliers de l'époque, qui à eux seuls mentionnent environ cent mille cas. Il est estimé que deux millions de femmes en Allemagne subirent des viols durant la période d'occupation par l'Armée Rouge.
En 2008, un film d’une durée de 131 minutes, dont le scénario est directement inspiré de son journal, Anonyma - Eine Frau in Berlin, sort en salles.
Une femme à Berlin est la seule œuvre littéraire connue de Marta Hillers.